# Semnosoma muermo
Semnosoma muermo är en mångfotingart som först beskrevs av Chamberlin 1957.  Semnosoma muermo ingår i släktet Semnosoma och familjen Dalodesmidae. Inga underarter finns listade i Catalogue of Life.